# 子供たちのために 楽園の門

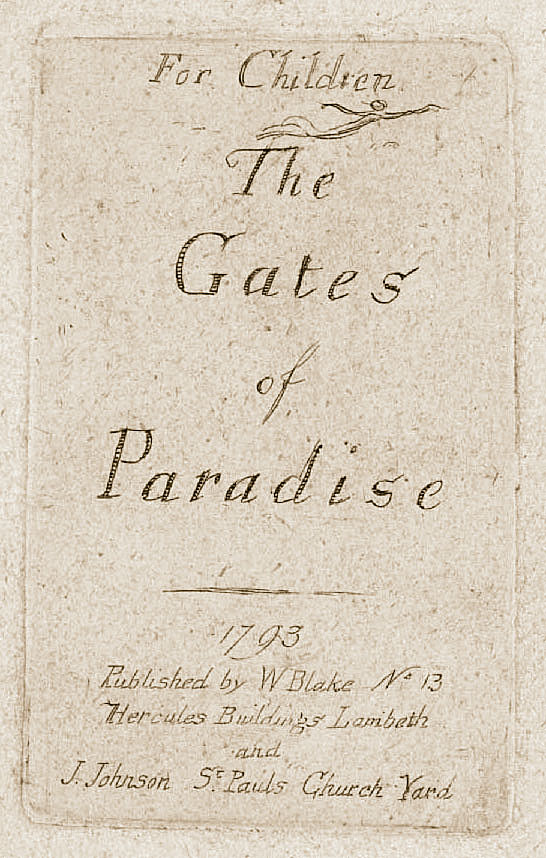
表紙

『子供たちのために 楽園の門』（こどもたちのために らくえんのもん、For Children: The Gates of Paradise)は、ウィリアム・ブレイクによる銅版画のエンブレム・ブック。表題頁には「1793年、ラムベス・ハーキュリーズ・ビルティングス13番地 W. ブレイク&セント・ポール・チャーチヤード J. ジョンソン出版」と印刷されている。

## 構成
18頁からなる小冊子で、表題頁を除いた各頁には寓意と一緒に短い言葉が書き込まれている。また、第13面以外の版画にはすべて「 1793年5月17日 W. ブレイク出版ランベス」と彫られている。
- 口絵: 人間とは！
- 1: わたしは樹の下でその子を見つけた
- 2: 水
- 3: 地
- 4: 風
- 5: 火
- 6: ついに孵化の機が熟し彼は殻を破る
- 7: なんてこったい！
- 8: 息子が！息子が！
- 9: 欲しい！欲しい！
- 10: 助けて！助けて！
- 11: 年老いた無知
- 12: きみの神さまや僧さんはこんな復讐をするのかい？
- 13: 恐怖と希望があるーーヴィジョン
- 14: 旅人が日暮れ時に急ぐ
- 15: 死の扉
- 16: わたしはそのワームに言った。おまえはわたしの母でありまた姉である。

この作品はのちに「両性のために 楽園の門」と題されるブレイクの別のエンブレム・ブックへと発展していく。